# Angianthus
- Commons
- Wikispecies

Angianthus J. C. Wendl. é um género botânico pertencente à família Asteraceae.

## Sinonímia
- Pleuropappus  F. Muell.

## Espécies
- Angianthus acrohyalinus
- Angianthus amplexicaulis
- Angianthus axiliflorus
- Angianthus axilliflorus
- Angianthus brachypappus
- «Lista completa»